# Aprasia aurita
Aprasia aurita — вид геконоподібних ящірок родини лусконогових (Pygopodidae). Ендемік Австралії.

## Поширення і екологія
Aprasia aurita відомі з п'яти місцевостей, що лежать на північному заході Вікторії та на крайньому південному сході Південної Австралії. Вони живуть у рідколіссях і чагарникових заростях, що ростуть на піщаних ґрунтах. Ведуть риючий спосіб життя, живляться лялечками мурах.

## Збереження
МСОП класифікує стан збереження цього виду як близький до загрозливого. Aprasia aurita може загрожувати вилов з метою продажу.